# Michelle Wright
Michelle Wright (Chatham-Kent, 1º luglio 1961) è una cantante canadese.

## Discografia

### Album in studio
- 1988 - Do Right by Me
- 1990 - Michelle Wright
- 1992 - Now and Then
- 1994 - The Reasons Why
- 1996 - For Me It's You
- 2002 - Shut Up and Kiss Me
- 2005 - A Wright Christmas
- 2006 - Everything and More
- 2013 - Strong
- 2022 - Milestone

### Raccolte
- 1999 - The Greatest Hits Collection
- 2000 - Greatest Hits

### Album dal vivo
- 2011 - The Wright Songs: An Acoustic